# オメテペ島
オメテペ島（スペイン語: Ometepe）はニカラグアのニカラグア湖に浮かぶ2つの火山からなる島である。島の長さは31kmで幅5～10km、面積は約276 km2。
島の名前はナワトル語で「2つの山」を意味するome（2）とtepetl（山）から来ている。その由来であるコンセプシオン山（標高1,610 m、北西部にある）とマデラス山（標高1,394m、東部にある）の2つの火山は間で地峡で繋がっており、上から見ると瓢箪のような姿をしている。ただし、いわゆる「ひょうたん島」の形とは異なり裾野が広く地峡部分はとても低い。
島には湿地、雲霧林と熱帯雨林があり、セドロとグアレア・グイドニアが多く生えており、ヤブコウジ属のArdisia costaricensis、モモタマナ属のTerminalia oblonga、Picramnia antidesmaも生えている。島および周辺にはボア・コンストリクター、パカ、タイラ、キエリボウシインコ、ノドジロオマキザル、オオノコギリエイなどが生息している。約3万5,000人の住人が農耕・牧畜や観光業などで生計を立てており、調理用のバナナの一種であるプランテーンが主な作物である。2010年にユネスコの生物圏保護区に指定された。